# Referendum na Białorusi w 1995 roku
Referendum w Białorusi w 1995 – pierwsze referendum ogólnopaństwowe po uzyskaniu przez Białoruś niepodległości w 1991 roku. Referendum odbyło się 14 maja 1995 roku.
Zgodnie z Konstytucją Białorusi, referendum ogólnopaństwowe może zostać przeprowadzone w celu wyrażenia stanowiska w najważniejszych sprawach państwowych. Referendum może wyznaczyć prezydent na wniosek: własny, Izby Reprezentantów, Rady Republiki lub obu izb parlamentu, albo obywateli w liczbie co najmniej 450 tys. posiadających prawa wyborcze (pod warunkiem, że każdy obwód administracyjny reprezentuje we wniosku o przeprowadzenie referendum co najmniej 30 tys. obywateli).

## Przyczyny
Pod koniec 1994 roku Alaksandr Łukaszenka rozpoczął wzmacnianie własnej pozycji ustrojowej w systemie organów państwowych. Rada Najwyższa Republiki Białorusi nie chcąc zwiększenia kompetencji prezydenckich uchwaliła ustawę uniemożliwiają prezydentowi rozwiązanie parlamentu. W rezultacie Łukaszenka zażądał samorozwiązania parlamentu oraz zapowiedział przeprowadzenie referendum dotyczącego kierunku prowadzenia polityki państwa i kwestii konstytucyjnych.
Opozycja narodowo-demokratyczna podkreślała, że ustawy nie zezwalają na poddawanie pod głosowanie ludowe spraw związanych z kulturą narodową i statusu języka państwowego (ustawa z 1990 roku nadająca białoruszczyźnie status jedynego języka urzędowego na Białorusi). W gmachu parlamentu opozycyjni deputowani rozpoczęli strajk głodowy na znak protestu przeciwko łamaniu Konstytucji przez prezydenta. 12 kwietnia 1995 roku milicja pobiła i usunęła z budynku siłą parlamentarzystów. Dzień później Rada Najwyższa zgodziła się na referendum ogólnopaństwowe.
14 maja 1995 roku odbyły się jednocześnie referendum i pierwsza tura wyborów do Rady Najwyższej. W referendum były cztery pytania:
1. Czy zgadza się Pan/Pani na nadanie językowi rosyjskiemu statusu równego językowi białoruskiemu?
2. Czy popiera Pan/Pani propozycję ustanowienia nowej flagi państwowej i godła państwowego Republiki Białorusi?
3. Czy popiera Pan/Pani działania Prezydenta Białorusi mające na celu integrację gospodarczą z Federacją Rosyjską?
4. Czy zgadza się Pan/Pani z koniecznością dokonania zmiany w obowiązującej Konstytucji Republiki Białorusi, która przewiduje możliwość przedterminowego rozwiązania Rady Najwyższej przez Prezydenta Białorusi w przypadku systematycznego lub poważnego naruszenia Konstytucji?

## Wyniki referendum
|                                                                  | Głosy za  | Głosy za (w proc.) | Głosy przeciw | Głosy przeciw (w proc.) | Głosy nieważne | Głosy nieważne (w proc.) |
| ---------------------------------------------------------------- | --------- | ------------------ | ------------- | ----------------------- | -------------- | ------------------------ |
| Pytanie 1                                                        | 4 017 213 | 83,28              | 613 516       | 12,72                   | 192 693        | 4                        |
| Pytanie 2                                                        | 3 622 851 | 75,11              | 988 839       | 20,50                   | 211 792        | 4,39                     |
| Pytanie 3                                                        | 4 020 001 | 83,34              | 602 144       | 12,48                   | 201 337        | 4,18                     |
| Pytanie 4                                                        | 3 749 266 | 77,73              | 857 485       | 17,78                   | 216 731        | 4,49                     |
| Liczba osób uprawnionych do zagłosowania w referendum: 7 445 820 |           |                    |               |                         |                |                          |
| Liczba obywateli, którzy wzięli udział w referendum: 4 823 482   |           |                    |               |                         |                |                          |
| Frekwencja: 64,78%                                               |           |                    |               |                         |                |                          |

## Dalsze wydarzenia
Białorusini odpowiedzieli twierdząco na wszystkie pytania. Łukaszenka poprzez referendum pokazał jedność jego działań z poglądami większości Białorusinów. Wyniki referendum entuzjastycznie przyjęły rosyjskie elity polityczne i intelektualne.
Zmieniono flagę państwową z biało-czerwono-białej na czerwono-zieloną oraz godło państwowe z Pogoni na godło odwołujące się do tradycji Białoruskiej Socjalistycznej Republiki Radzieckiej. Z flagi i godła usunięto sierp i młot oraz wezwanie proletariusze wszystkich krajów łączcie się. 16 maja szef Kierownictwa Sprawami Prezydenta, Iwan Ciciankou, w towarzystwie urzędników wszedł na dach budynku parlamentu, gdzie zdjął biało-czerwono-białą flagę z gmachu i na polecenie Alaksandra Łukaszenki pociął ją na kawałki. 
Opozycja zakwestionowała sposób zorganizowania referendum oraz treść pytań. Według niezależnych obserwatorów, wyniki referendum sfałszowano. Biało-czerwono-białą flaga stała się jednym z symboli opozycji białoruskiej. W rocznice referendum odbywały się demonstracje organizowane przez opozycje prodemokratyczną.
Zrównanie języka rosyjskiego z białoruskiego zahamowały (trwający od końca lat 80. XX wieku) proces powrotu do języka białoruskiego przez Białorusinów. Język białoruski ograniczono do niektórych sfer życia publicznego (kultury, reklamy, języka inteligencji, później także Internetu).